# Pseudosuccinea columella
Pseudosuccinea columella е вид коремоного от семейство Lymnaeidae.

## Разпространение
Видът е разпространен в Гватемала, Доминиканска република, Канада (Албърта, Британска Колумбия, Квебек, Манитоба, Нова Скотия, Ню Брънзуик и Онтарио), Коста Рика, Куба, Никарагуа, Панама, Перу, Пуерто Рико и САЩ (Айдахо, Айова, Алабама, Аризона, Арканзас, Вашингтон, Вирджиния, Върмонт, Джорджия, Западна Вирджиния, Илинойс, Индиана, Калифорния, Канзас, Кентъки, Кънектикът, Луизиана, Масачузетс, Мейн, Мериленд, Минесота, Мисисипи, Мисури, Мичиган, Монтана, Ню Джърси, Ню Йорк, Ню Мексико, Ню Хампшър, Оклахома, Орегон, Охайо, Пенсилвания, Род Айлънд, Северна Дакота, Северна Каролина, Тексас, Тенеси, Уайоминг, Уисконсин, Флорида, Хавайски острови и Южна Каролина). Внесен е в Австралия (Нов Южен Уелс), Австрия, Аржентина, Белиз, Бразилия (Рио де Жанейро), Венецуела, Гвиана, Гърция, Египет, Еквадор, Испания, Италия, Колумбия, Латвия, Мексико, Нова Зеландия (Северен остров и Южен остров), Румъния, Салвадор, Суринам, Унгария, Франция, Френска Гвиана, Хондурас, Чехия и Южна Африка (Мпумаланга).